# Billy Blanks

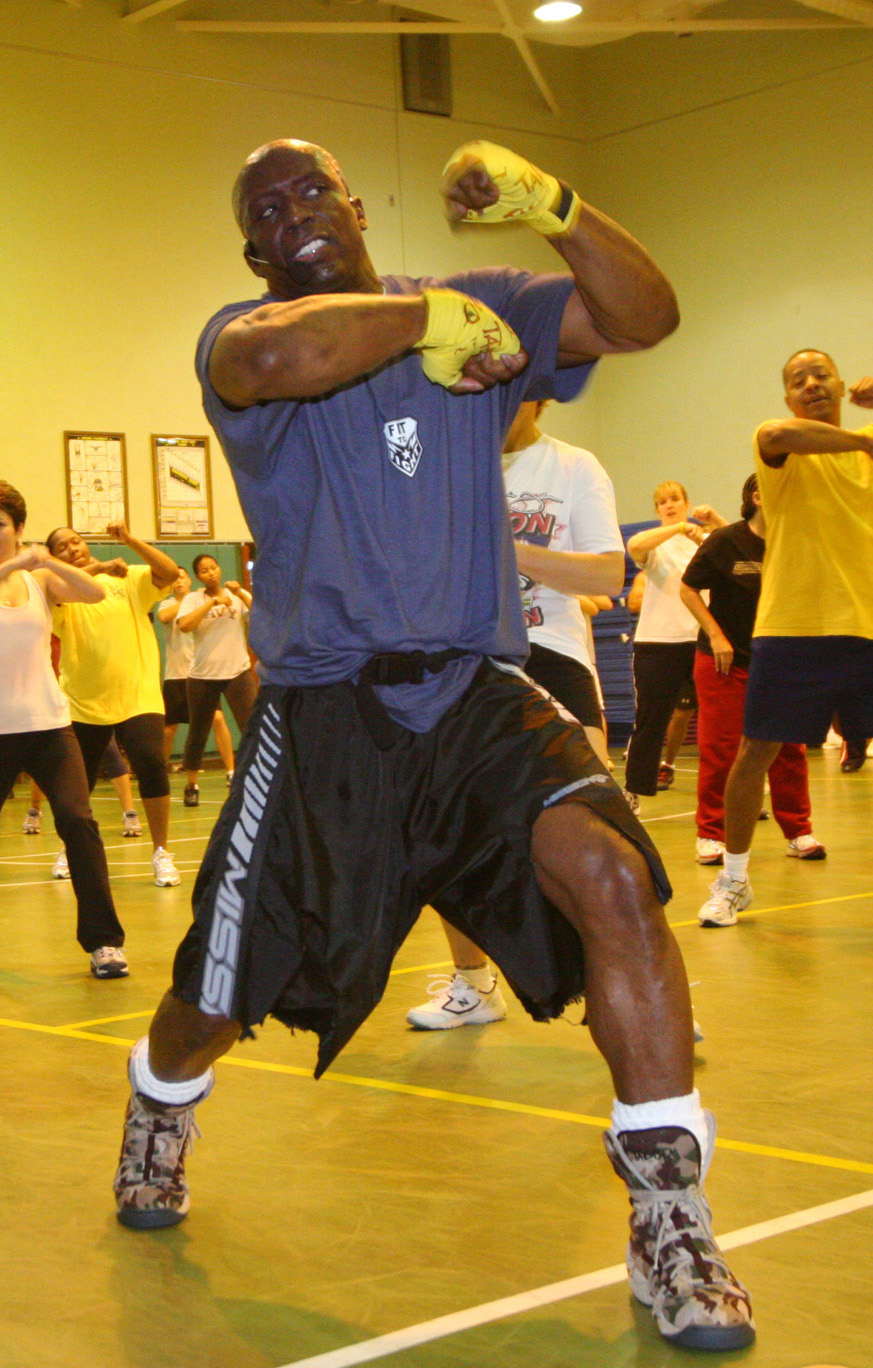
Billy Blanks, 2006

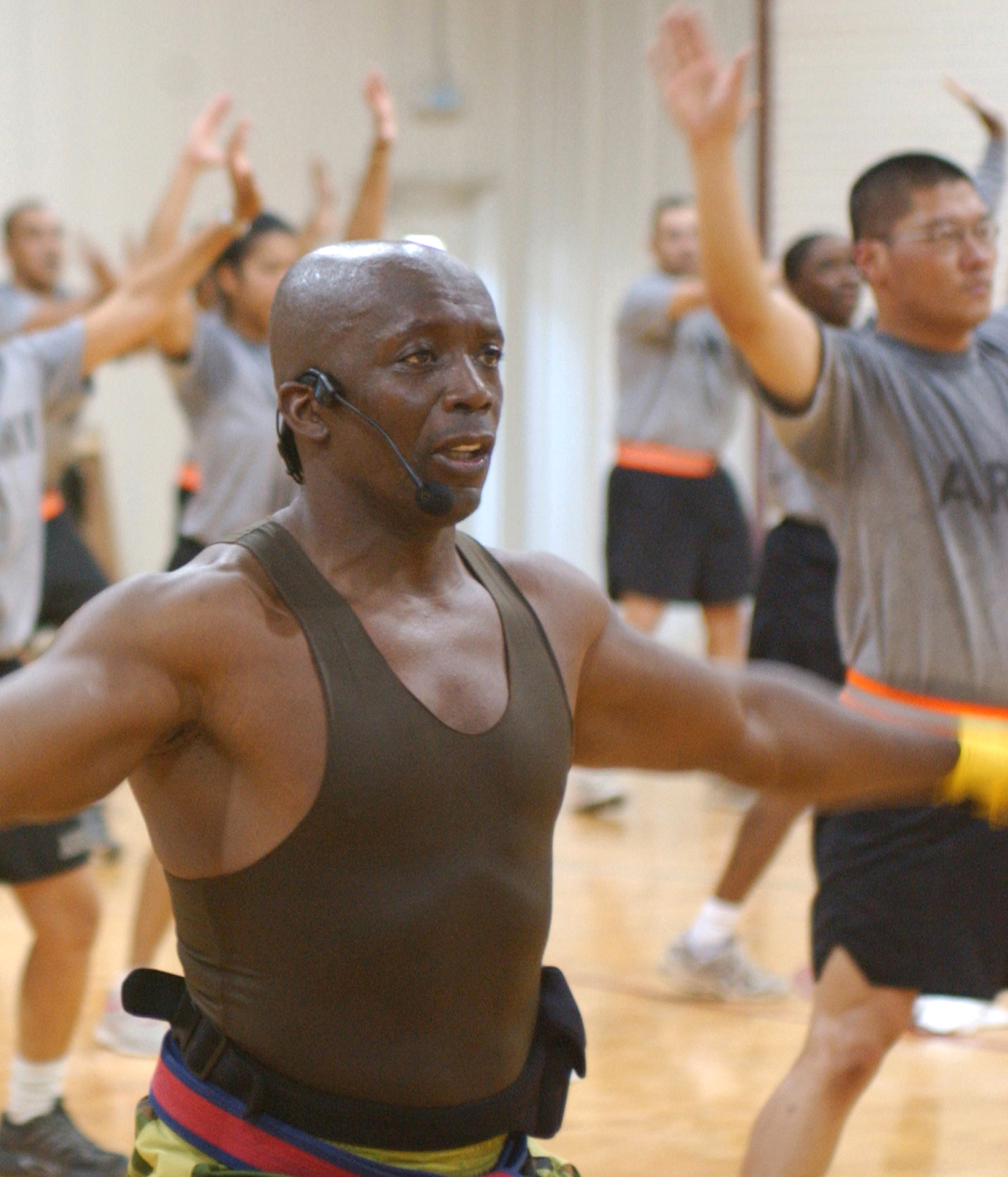
Billy Blanks, 2006

Billy Blanks (* 1. September 1955 in Erie, Pennsylvania) ist US-amerikanischer Kampfsportler, Trainer und Schauspieler. Bekannt ist er für seine Action-Filme und die von ihm entwickelte Trainingsmethode Tae Bo.

## Leben
Blanks wuchs in armen Verhältnissen als viertes von fünfzehn Kindern auf. Schon mit 11 Jahren interessierte er sich für Kampfsport und fing an zu trainieren. Während seiner High-School-Zeit lernte er seine damalige Ehefrau Gayle kennen, mit der er zwei Kinder hat. Trotz Hüftproblemen schaffte Billy es, ein erfolgreicher Kampfsportler zu werden.
Heute ist Billy Blanks mit Tomoko Sato verheiratet, mit der er eine Tochter namens Angelika hat. Zusätzlich hat er auch die beiden von Tomoko in die Ehe mitgebrachten Töchter adoptiert.
Er nahm an Kampfsportwettbewerben teil und gewann 1975 erstmals den Titel des „Amateur Athletic Union Champion“. Diese Auszeichnung konnte er insgesamt fünfmal gewinnen. Billy Blanks praktizierte verschiedene Kampfsportarten, wurde in kürzester Zeit Champion in Karate und erarbeitete sich den schwarzen Gürtel im Taekwondo. Auch im Boxen war er sehr erfolgreich und gewann viele Titel, wie zum Beispiel den des „Golden Gloves Champion“ im Jahr 1984 in Massachusetts.
Er trainierte die amerikanische Nationalmannschaft in Karate, und diese gewann durch seine Unterstützung 36 Goldmedaillen. Motiviert durch seinen Erfolg eröffnete er sein erstes Karatestudio in Boston.
Mitte der 1980er Jahre rief Billy Blanks sein Tae Bo ins Leben, später entwickelte er das Workout „Billy’s Bootcamp“.
Billy Blanks arbeitete 1988 in Manila als Personenschützer für Catherine Bach. Dort spielte sie die Hauptrolle im Film Driving Force. Während er als Bodyguard von Catherine Bach tätig war, überzeugte er die Regisseure von seinen schauspielerischen Fähigkeiten und bekam eine kleine Nebenrolle zugewiesen.

## Filmografie (Auswahl)
- 1989: Bloodfist Fighter (Bloodfist)
- 1989: Tango und Cash (Tango & Cash)
- 1990: Karate Tiger 5 – König der Kickboxer (The King of the Kickboxers)
- 1991: Last Boy Scout – Das Ziel ist Überleben (The Last Boy Scout)
- 1991: Nameless – Total Terminator (Timebomb)
- 1992: Die Adlerkralle (Talons of the Eagle)
- 1993: TC 2000
- 1993: American Karate Tiger (Showdown)
- 1994: Die Vergeltung (Back in Action)
- 1994: Tough and Deadly
- 1995: Gnadenlos (Expect No Mercy)
- 1996: Balance Of Power
- 1997: … denn zum Küssen sind sie da (Kiss the Girls)
- 1999: Emergency Room – Die Notaufnahme (ER, Fernsehserie, Folge 5x14)
- 2011: Jack und Jill
- 2015: Dark Moon Rising
- 2022: Charlie Puth – Light Switch (Musikvideo)
- 2024: The Last Kumite